# Nilssonia nigricans
Nilssonia nigricans е вид сладководно влечуго от семейство Мекочерупчести костенурки (Trionychidae). Видът е вече изчезнал от дивата природа.

## Разпространение
Видът е бил разпространен в Индия и Бангладеш. Обявени за изчезнали от Международния съюз за опазване на природата през 2002 г., тези костенурки все още съществуват в храмово езерце, разположено в Асам, Индия.